# Денайе, Фредерик

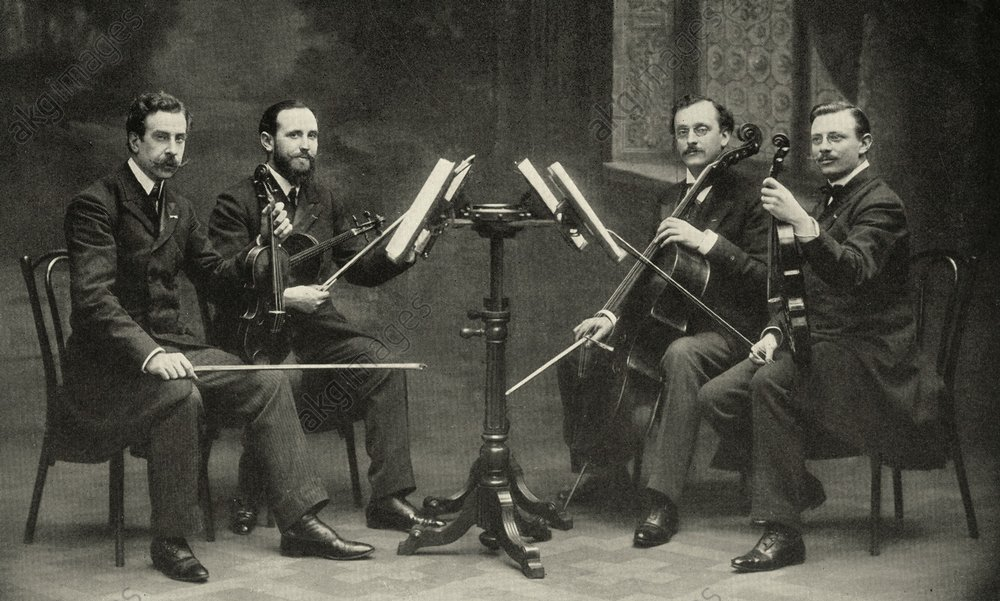
Квартет Айо (1904): Айо, Фирмен Туш, Жозеф Сальмон и Фредерик Денайе

Фредерик Дезире Денайе (фр. Frédéric Désiré Denayer; 9 марта 1878, Париж — 9 ноября 1946, Нарден) — французский альтист.

## Биография
Окончил Парижскую консерваторию (1897), ученик Теофиля Лафоржа. Играл в различных оркестрах, в том числе в Оркестре Колонна и в оркестре Парижской оперы, однако наибольшего признания добился как ансамблевый музыкант. На рубеже веков выступал преимущественно в составе квартетов Армана Парана и Мориса Айо. С первым из этих составов исполнил премьеры Второго струнного квартета Венсана д’Энди (1898), фортепианного (1898) и струнного (1900) квартетов Эрнеста Шоссона. Кроме того, 23 марта 1906 г. в Брюсселе участвовал в премьере Первого фортепианного квинтета Габриэля Форе (квартетом руководил Эжен Изаи, партию фортепиано исполнял автор), месяц спустя участвовал и в парижской премьере этого произведения. В 1919—1921 гг. по приглашению Пьера Монтё концертмейстер альтов в Бостонском симфоническом оркестре. С 1928 г. первый альт Оркестра Консертгебау.